# Hyperbilirubinémie

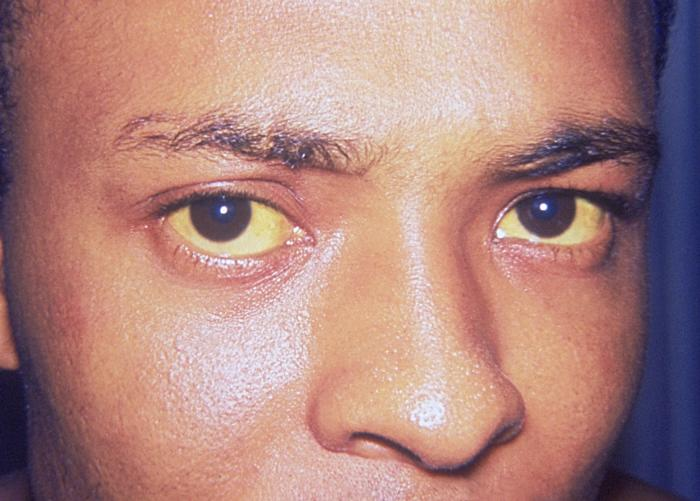
Ictère conjonctival et cutané lié à une hyperbilirubinémie.

L'hyperbilirubinémie est une augmentation de la concentration de la  bilirubine dans le sang. Elle peut être causée par le syndrome de Gilbert, observée lors de maladies du foie (hépatite toxique ou virale, cirrhose, etc.), de maladies des voies biliaires (cholécystite, par exemple), de présence d'obstacles sur les voies biliaires (cancer de la tête du pancréas, notamment) ou encore lors de maladies hémolytiques du fait de la dégradation de grandes quantités d'hémoglobine en bilirubine. Cliniquement, elle entraine un ictère. Du point de vue biochimique, on distingue les hyperbilirubinémies conjuguées (avec prédominance de bilirubine conjuguée à des dérivés glucuroniques) et les hyperbilirubinémies non conjuguées (ou directes).
De manière générale, le suffixe -émie signifie "concentration sanguine". Par exemple glycémie, phosphatémie, albuminémie…